# Żelazna korona (powieść)
Żelazna korona – dwutomowa powieść historyczna Hanny Malewskiej wydana w 1937.
Akcja powieści dzieje się w czasach panowania Karola V. Biografia cesarza oparta została na rzetelnej rekonstrukcji historycznej. Stała się ona okazją do sformułowania w powieści wielu spostrzeżeń historiozoficznych, religijnych i moralnych, czynionych z perspektywy chrześcijańskiej. Cesarz usiłuje realizować ideę chrześcijańskiego państwa uniwersalnego, wbrew reformacji i rodzącym się państwom narodowym. Ostatecznie przegrywa, abdykując. Powieść wyróżniona została Nagrodą Młodych Polskiej Akademii Literatury.